# فراری ۳۶۰
فراری ۳۶۰ (Ferrari ۳۶۰) خودرویی است که در سال‌های ۱۹۹۹ تا ۲۰۰۴ توسط فراری در ایتالیا تولید شده‌است.
این خودرو در کلاس خودرو اسپورت قرار گرفته و طراحی آن خودروهای موتور وسط عقب-محور عقب بوده‌است. فراری اف ۳۶۰ یک خودروی دو نفره موتور وسط است که جانشین فراری اف۳۵۵ گردید و دارای دو مدل کوپه و اسپایدر است.

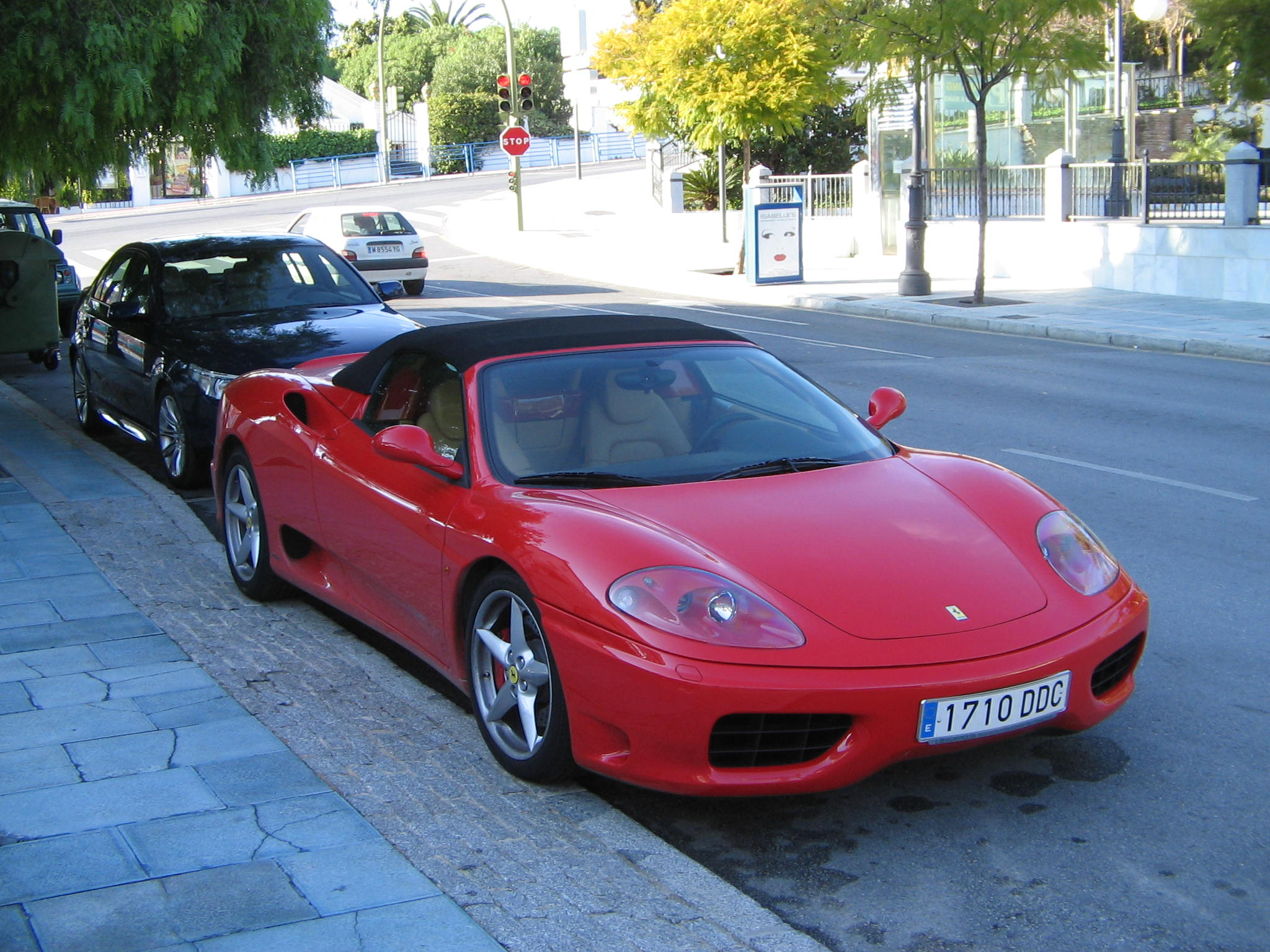
فراری ۳۶۰ در ماربیا، ۲۰۰۴

این خودرو دارای یک موتور ۸ سیلندر با آرایش وی شکل است. حجم این موتور ۳۵۸۶ سی‌سی و قدرت خروجی آن ۴۰۰ اسب بخار و گشتاور تولیدی آن ۳۷۳ نیوتون بر متر می‌باشد. شتاب صفر تا صد این فراری ۴٫۲ ثانیه و حداکثر سرعت آن حدود ۳۰۴ کیلومتر بر ساعت است. شاسی فضایی آن برای اولین بار تماماً از آلومینیوم ساخته شد که این کار موجب کاهش وزن چشمگیر آن شد.
اولین مدل تولیدی فراری ۳۶۰ مودنا نام داشت و بعدها مدل‌های اسپایدر (روباز) و چلنج استراداله هم به سبد خرید مشتریان اضافه شدند. در سال ۲۰۰۵ این مدل با به بازار رفتن مدل فراری اف۴۳۰ بازنشسته و از خط تولید خارج شد.